# NIOBE
Niobe — колишній наземний кріогенний резонансний детектор гравітаційних хвиль. Детектор використовував мікрохвильовий параметричний перетворювач для покращення шумових характеристик і смуги пропускання. Детектором керував Девід Блер з Університету Західної Австралії в Перті. Детектор працював з 1993 по 1998 роки у спільних наукових дослідженнях з детекторами гравітаційних хвиль AURIGA, Аллегро, Explorer і Наутілус.